# اما توئیگ
اما توئیگ (انگلیسی: Emma Twigg؛ زادهٔ ۱ مارس ۱۹۸۷) قایقران روئینگ اهل نیوزیلند است.
وی در مسابقات کشوری و بین‌المللی در مجموع برندهٔ ۱ مدال طلا، ۲ مدال نقره، ۲ مدال برنز شده‌است.